# Kanton Prayssas
Prayssas is een voormalig kanton van het Franse departement Lot-et-Garonne. Het kanton maakte deel uit van het arrondissement Agen. Het werd opgeheven bij decreet van 26 februari 2014, met uitwerking op 22 maart 2015.

## Gemeenten
Het kanton Prayssas omvat de volgende gemeenten:
- Cours
- Granges-sur-Lot
- Lacépède
- Laugnac
- Lusignan-Petit
- Madaillan
- Montpezat
- Prayssas (hoofdplaats)
- Saint-Sardos